# Ürgüp
Ürgüp è una città e un distretto della provincia di Nevşehir, nella regione storica della Cappadocia in Turchia. Attualmente è rinomata per i locali notturni che l'hanno resa popolare tra i numerosi turisti della zona.

## Storia
Ürgüp, fondata ai piedi di una collina denominata Collina dei Desideri, si trova a circa 20 km a nord della provincia di Nevşehir ed è storicamente uno dei primi insediamenti della regione della Cappadocia. Durante il dominio Bizantino prese diversi nomi tra cui Osiana, Hagios Prokopios. Sotto il dominio dei Selgiuchi prese il nome di Başhisar, mentre durante l'Impero ottomano viene chiamata Castello di Burgut. Mantiene quest'ultimo nome fino all'avvento della Repubblica Turca quando assume l'attuale di Ürgüp.
Durante il periodo bizantino fu inoltre centro del patriarcato di Cappadocia. 

## Turismo e Attività produttive
Le chiese Üzümlü, Cambazlı e Sarıca nella città di Ortahisar sono le più antiche chiese in roccia della regione. La chiesa di Tavşanlı e la Basilica di Caesarea sono inoltre degne di nota. Ürgüp, come altre località della zona (soprattutto Göreme e Uchisar) è nota per i suoi particolari alberghi costruiti all'interno di grotte, ricavati da antiche abitazioni. Alcune case storiche più piccole costruite nella roccia possono essere affittate e utilizzate come abitazioni, a patto di non modificarne l'aspetto, altre sono state convertite in bar o discoteche.
La produzione di vini e tappeti tessuti a mano sono la specialità della zona. 
Ürgüp è uno dei centri turistici più importanti, nonché il più popoloso, escluso il capoluogo Nevşehir, di tutta la Cappadocia.